# クリスティアン・ロメロ
クリスティアン・ガブリエル・ロメロ（Cristian Gabriel Romero，1998年4月27日 - ）は、アルゼンチン・コルドバ州コルドバ出身のサッカー選手。プレミアリーグ・トッテナム・ホットスパーFC所属。アルゼンチン代表。ポジションはDF。

## クラブ経歴
地元CAベルグラーノのユースチームから2016年にトップチームに昇格。同年のコパ・スダメリカーナ2016にも出場するなど、有望株として注目を集める。
2018年7月、ジェノアCFCへの移籍が決定。10月21日のユヴェントスFC戦でセリエA初出場。同月28日のウディネーゼ・カルチョ戦では、移籍後初ゴールを決めたものの、退場処分も受けた。しかし、その後は最終ラインに定着し、ユヴェントスがロメロの獲得に興味を示していた。そんな中、ジェノアは2019年2月22日に2023年までの契約を締結した。
2019年7月12日、ユヴェントスFCはジェノアCFCと3年間で2600万ユーロを支払うことによるロメロの獲得に合意したことを発表した。スポーツ面の業績に基づく最大530万ユーロのジェノアCFCへのボーナス支払いにも合意した。ロメロとは2024年6月30日までの5年契約を結び、2020年6月30日まではジェノアCFCへ期限付き移籍。
2020年9月5日、アタランタBCは2年間の期限付き移籍でロメロを獲得したことを発表した。アタランタBCは買い取りのオプションを保有している。来季のチャンピオンズリーグ出場権獲得となるチームのリーグ戦第3位、コッパイタリア決勝進出に貢献、同シーズンのリーグ最優秀DFに選出された。
2021年8月6日、アタランタBCは1600万ユーロで買い取りオプションを行使した。同日、トッテナム・ホットスパーFCへ買取オプション付きで期限付き移籍することが発表された。
バルセロナのオファーを断ってトッテナム・ホットスパーに移籍したともいわれている。
2022年7月9日、背番号を17番に変更することが発表。8月30日には5000万ユーロで買取オプションが行使され、トッテナムと5年契約を結んだ。
2025年8月13日、ソン・フンミンの移籍に伴い、トーマス・フランク監督によって新主将に任命された。8月18日にはトッテナムと新たに長期契約を結んだことが発表された。BBCスポーツによれば2029年までの4年契約とされている。

## 代表経歴
2017年に韓国で開催されたFIFA U-20ワールドカップに、U-20のアルゼンチン代表として出場した。
2021年6月3日、2022 FIFAワールドカップ・南米予選のチリ代表戦で代表初出場。6月8日のコロンビア代表戦で代表初得点を挙げた。
2022年のワールドカップカタール大会のアルゼンチン代表の1人として選出された。

## 人物
- ジェノアCFCに加入後、セリエAで手強かった選手に、クリスティアーノ・ロナウドの他にアンドレア・ベロッティの名前も挙げている[21]。

- ロメロは2018年から交際していたカレン・カヴァジェルと2020年に結婚し、2021年12月に長男バレンティノがロンドンで誕生した[22]。2024年には次女リューシーの誕生もInstagramで報告している[23]。

- また、ロメロはプロ初年度の給与で両親に新居をプレゼントしたことを母親が語っており、「これは私の誕生日プレゼント」と感涙をこぼしたという[24]。

- 幼少期にはコルドバのストリートで兄やいとことサッカーをして過ごしたと振り返っており、「あの頃の記憶は今でも心にある」と語っている[25]。

- さらに、泳ぐことが好きで、澄んだ水辺に行くことで気持ちをリセットすることができるとも述べている[26]。

- ロメロは2022年のFIFAワールドカップ優勝を「子どもの頃からの最大の夢の実現」と表現しており、自宅には「優勝時の記念絵画」が飾られている。モチベーション維持のため、代表合宿中にもその絵画に触れることがあるという[27]。

- また、ワールドカップ期間中は家族と共に競技を体験しており、「妻と息子が満場の応援席にいた」と振り返っている[28]。

- 加えて、家庭内では遊び相手としても“本気”であり、息子に滑り込むようなタックルをする姿がSNSで話題になったことがある。本人はそのユーモアについて「何も気にしていない」とコメントしている[29]。

## 代表歴

### 出場大会など
- アルゼンチン代表
  - コパアメリカ 2021
  - 2022 FIFAワールドカップ
  - コパアメリカ 2024

### 試合数
- 国際Aマッチ 44試合 3得点（2021年-）[30]

| アルゼンチン代表 | 国際Aマッチ | 国際Aマッチ |
| 年               | 出場        | 得点        |
| ---------------- | ----------- | ----------- |
| 2021             | 10          | 1           |
| 2022             | 9           | 0           |
| 2023             | 9           | 1           |
| 2024             | 12          | 1           |
| 2025             |             |             |
| 通算             | 44          | 3           |

## タイトル

### クラブ
トッテナム
- UEFAヨーロッパリーグ: 2024-25

### 代表
アルゼンチン
- コパ・アメリカ: 2021, 2024
- FIFAワールドカップ: 2022
- CONMEBOL-UEFAカップ・オブ・チャンピオンズ: 2022

### 個人
- セリエA最優秀DF: 2020-21
- コパ・アメリカベストイレブン: 2021